# Mussaenda viridiflora
Mussaenda viridiflora là một loài thực vật có hoa trong họ Thiến thảo. Loài này được Alejandro mô tả khoa học đầu tiên năm 2008.